# Клек (Сливно)
42°56′ пн. ш. 17°34′ сх. д. / 42.94° пн. ш. 17.56° сх. д.
Клек (хорв. Klek) — населений пункт у Хорватії, у Дубровницько-Неретванській жупанії, у складі громади Сливно.

## Населення
Населення за даними перепису 2011 року становило 230 осіб.
Динаміка чисельності населення поселення: